# Paul Power
Paul Power (Manchester, 30 ottobre 1953) è un ex calciatore britannico, di ruolo difensore.

## Carriera

### Club
Ha sempre giocato nel campionato inglese, vestendo prima la maglia del Manchester City, e poi quella dell'Everton.

### Nazionale
Conta 1 presenze con la Nazionale B Inglese.

## Palmarès

### Club

#### Competizioni nazionali
- Coppa di Lega inglese: 1

Manchester City: 1975-1976